# Ісіґуро Кійоко
Кійоко Ісіґуро (яп. 石黑喜代子; 4 березня 1901 року, Японія — 5 грудня 2015 року, префектура Канаґава, Японія) — японська супердовгожителька. На момент своєї смерті 5 грудня 2015 року вона була другою найстарішою повністю верифікованою нині живою людиною в Японії та п'ятою у світі. Також вона була найстарішою нині живою жителькою префектури Канаґава. Станом на вересень 2018 року займала 53 місце в списку найстаріших людей в історії.
В останні роки була змушена користуватися трубкою для дихання. Кійоко Ісіґуро померла 5 грудня 2015 року у віці 114 років і 276 днів. Найстарішою нині живою людиною в префектурі Канаґава стала Чійо Міяко.